# Chrysophyllum inornatum
Chrysophyllum inornatum là một loài thực vật có hoa trong họ Hồng xiêm. Loài này được Mart. mô tả khoa học đầu tiên năm 1838.